# مكوك الفضاء نظام المناورة المداري
مكوك الفضاء نظام المناورة المداري (بالإنجليزية: Space Shuttle Orbital Maneuvering System)‏ (OMS) هو نظام الاشتعال في محركات الصواريخ التي تعمل بالوقود السائل المستخدمة في مكوك الفضاء. صمم وصنع في الولايات المتحدة في شركة ايروجت، سمح النظام لمركبة مكوك الفضاء المدارية بإجراء مناورات مدارية مختلفة وفقًا لمتطلبات كل ملف تعريف المهمة: إدخال مداري بعد قطع المحرك الرئيسي، والتصحيحات المدارية أثناء الطيران، وحرق المدار النهائي لإعادة الدخول للغلاف الجوي. نادراً ما أُشعِل نظام OMS جزئيًا في الصعود الرئيسي للمكوك لبضع دقائق للمساعدة في التسريع في الإدخال المداري (عادة أثناء حمل حمولات محطة الفضاء الدولية الثقيلة). حدث هذا على STS-128 وSTS-135.
يتكون OMS من جرابين مثبتين على جسم الطائرة الخلفي للمدار، على جانبي المثبت الرأسي. تحتوي كل جراب على محرك AJ10-190 واحد، بناءً على محرك نظام خدمة الدفع لمركبة القيادة ووحدة الخدمة، والتي تنتج 26.7 كيلونيوتن (6,000 رطلق) من الدفع بدفعة محددة ( I sp ) من 316   ثواني. يمكن إعادة استخدام كل محرك لـ 100 مهمة وكان قادرًا على ما مجموعه 1000 بدء و 15 ساعات من حرق الوقت.  

تحتوي هذه الجرابات أيضًا على مجموعة الخلف لمحركات نظام تحكم رد فعلي (RCS) في Orbiter، ولذا تمت الإشارة إليها باسم قرون OMS / RCS. قام كل من محرك OM و RCS بحرق أحادي ميثيل هيدرازين (MMH) كوقود، والذي تأكسد برباعي أكسيد ثنائي النتروجين (N 2 O 4)، مع تخزين الوقود الدافع في خزانات داخل جراب OMS / RCS، إلى جانب أنظمة إدارة الوقود والمحرك الأخرى. عندما كانت ممتلئة حملت الجرابات معًا حوالي 8,174 كيلوغرام (18,021 رطل) من MMH و13,486 كيلوغرام (29,732 رطل) من N 2 O 4 ، مما يسمح لـ OMS بإنتاج دلتا إجمالي حوالي 1,000 قدم في الثانية (300 م/ث) مع 65000 رطل (29500   كجم) حمولة.  

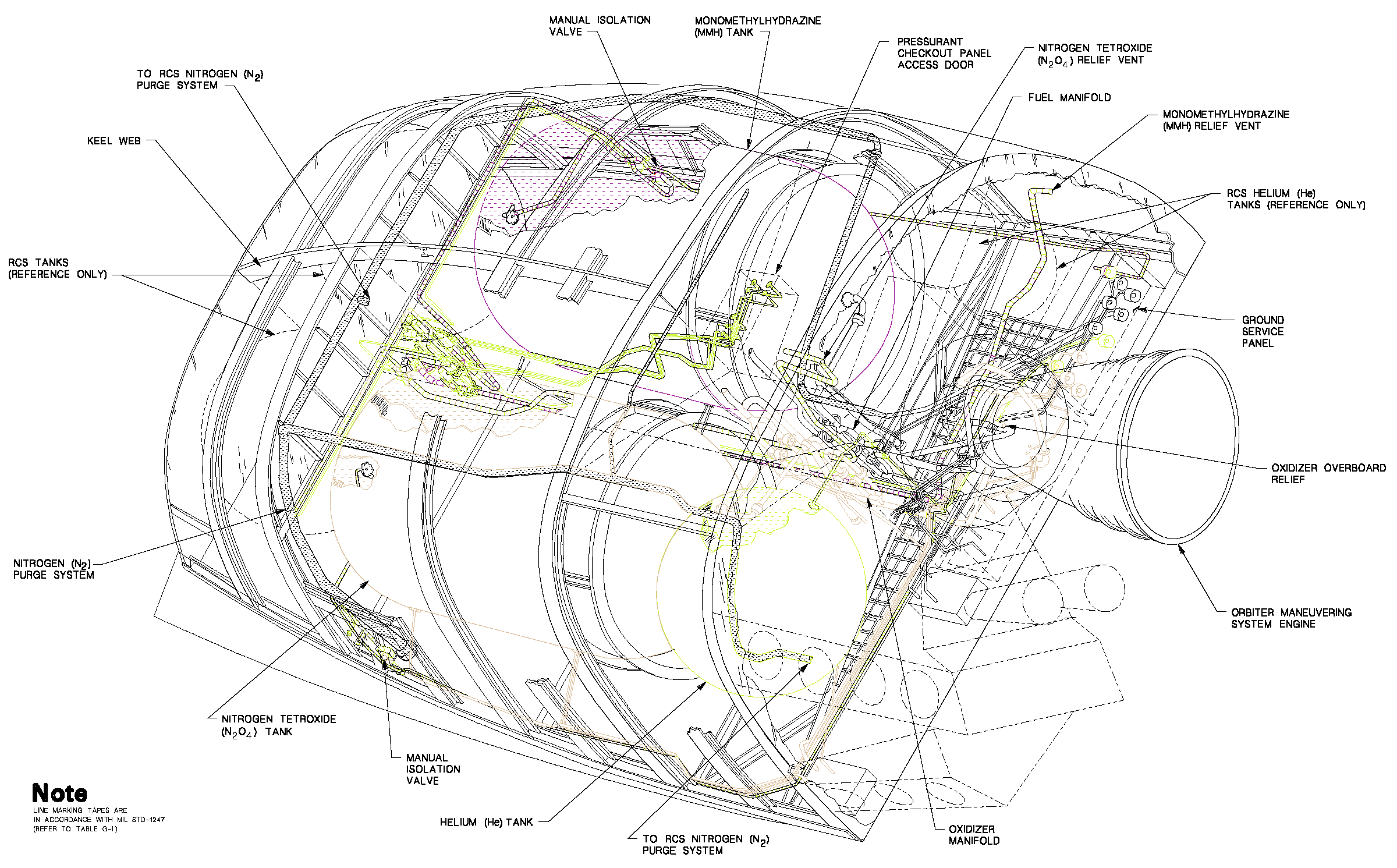
رسم تخطيطي لمكونات جراب OMS
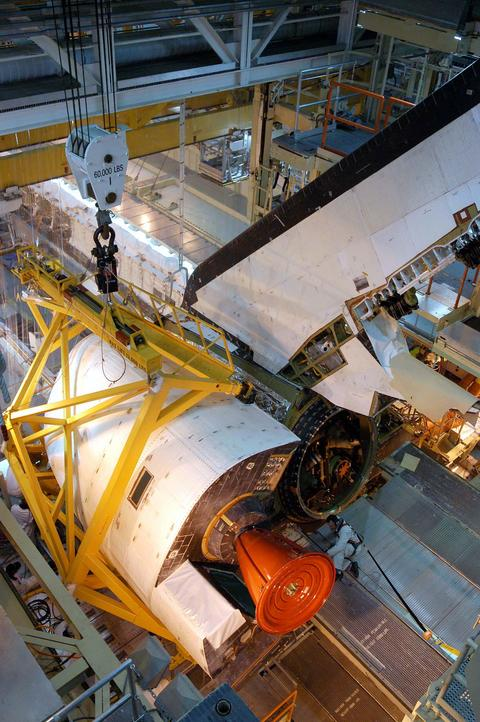
جراب OMS منفصل عن مركبة مدارية للصيانة